# MSX
L'MSX (sigla di Machines with Software eXchangeability) è uno standard informatico per un gruppo di home computer sviluppato in Giappone e prodotto tra il 1983 e il 1995, trovando diffusione soprattutto in Asia, Europa e Sudamerica.
Fu concepito da Kazuhiko Nishi, con l'intento di creare delle linee guida comuni per la costruzione di computer compatibili da parte di diversi produttori. All'epoca era una mossa innovativa, contrapposta alla situazione dei primi anni '80, quando i maggiori marchi producevano sistemi chiusi e tra loro incompatibili.
L'esatto significato dell'abbreviazione è stato per diverso tempo motivo di dibattito. Nishi, in un'intervista rilasciata durante una sua visita a Tilburg nei Paesi Bassi nel 2001, dichiarò che MSX stava per "Machines with Software eXchangeability" (macchine con software interscambiabile).
Complessivamente si stima che ne siano stati venduti circa 9 milioni di esemplari, di cui 7 nel solo Giappone.
Il marchio MSX e i relativi diritti appartengono, fin dal 1983, alla MSX Association, e dal 2008 alla MSX Licensing Corporation il cui amministratore è Kazuhiko Nishi, società che gestisce i marchi, i loghi e i diritti dell'MSX.
In Italia usci nel 1987 anche un computer parzialmente compatibile allo standard MSX, il Frael BRUC 100.

## Storia

### Contesto tecnologico in Giappone

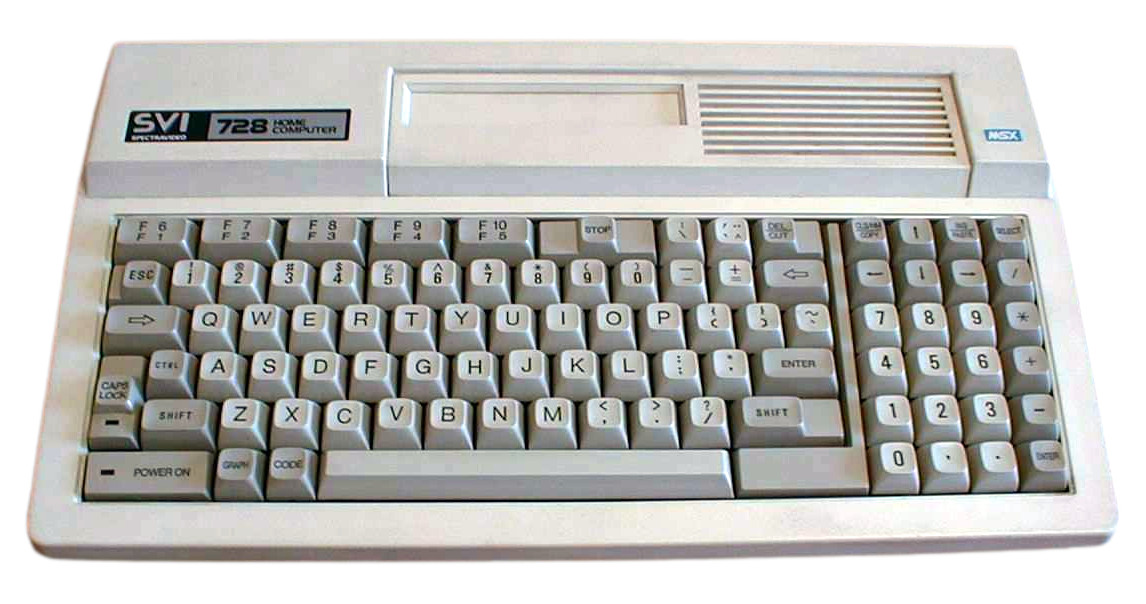
Lo Spectravideo SVI-728.

Negli anni ottanta il Giappone era nel bel mezzo di un forte risveglio economico; si pensava che le più grandi aziende nipponiche d'elettronica potessero essere in grado di appropriarsi del mercato degli home computer i cui protagonisti sin alla fine degli anni settanta erano stati gli USA ed il Regno Unito.
Le grandi sinergie progettuali, unite alle notevoli capacità produttive delle aziende giapponesi, avrebbero consentito loro di sviluppare macchine migliori e più economiche rispetto a quelle prodotte dagli occidentali. Il mercato giapponese a 8 bit fu infatti occupato da macchine di produzione nazionale come NEC PC-8801, Sharp X1 o FM-7, incompatibili tra loro come avveniva in Occidente.

### Progetto e sviluppo
Lo standard MSX nacque dopo che Kazuhiko Nishi ebbe visto i computer SV-318 e SVI-328 di Spectravideo. Nishi intravide il potenziale dell'SV-328 e chiese ed ottenne da Spectravideo la licenza per poter utilizzare i suoi computer come base per un nuovo standard. Dopo l'accordo, Spectravideo iniziò ad inserire il logo "MSX" nelle pubblicità commerciali dell'SV-318 e dell'SV-328 dichiarando anche che questi computer avrebbero permesso di utilizzare il software scritto per i prossimi computer MSX, anche se ciò non era del tutto vero: anche se utilizzati come base di partenza per gli MSX, rispetto a questi computer gli SV-318/328 presentavano alcune differenze, prima fra tutte il BIOS integrato. Successivamente Spectravideo vendette i propri diritti sull'hardware del nuovo standard a Microsoft, di cui ASCII Corporation era la rappresentante per il mercato giapponese.
Quando lo standard MSX venne annunciato e un gruppo di grandi aziende giapponesi annunciarono i loro piani per introdurre le relative macchine, ci fu un'ondata di panico nell'industria statunitense. Tuttavia, quando le macchine MSX iniziarono ad arrivare nel mercato occidentale (tardo 1984), ormai non erano più competitive: l'IBM aveva introdotto il PC IBM, la Apple aveva rinnovato completamente la propria linea di computer con i suoi Macintosh, mentre la Commodore aveva lanciato da due anni circa il suo Commodore 64 e a partire dal 1985 acquisì Amiga e cominciò a produrre nuovi computer con tale marchio. Nonostante il coinvolgimento di Microsoft, che realizzò sia l'interprete MSX BASIC sia il sistema operativo su disco MSX-DOS, questo progetto ebbe la sua base operativa in Giappone invece che negli Stati Uniti d'America, né Microsoft menzionò mai questo coinvolgimento nella sua storia aziendale, dando invece risalto ad altre collaborazioni, quali quella per i PC IBM e quella per gli Apple Macintosh

### Diffusione e dismissione
In Giappone e in Corea del Sud l'MSX divenne il principale home computer degli anni '80. Ebbe larga diffusione anche in alcuni Paesi europei (specialmente nei Paesi Bassi, ma anche in Spagna), in Brasile, in Argentina, nei Paesi arabi (ove era venduto col marchio Al-Alamiah) e nell'Unione Sovietica (cloni non ufficiali prodotti dalle fabbriche statali sovietiche), ma non ebbe significativa diffusione negli Stati Uniti d'America. Lo standard ha anche avuto un certo successo nelle applicazioni musicali con un modello lanciato dalla Yamaha, il CX5M (dotato di sintetizzatore integrato con tecnologia FM), che può considerarsi - ancor prima dell'Atari ST - precursore dell'home recording su personal computer.
Diverse aziende brasiliane, alla fine degli anni '80, adottarono l'MSX come computer economico per uso da ufficio. Tuttavia, in Brasile, i modelli successivi alla prima generazione non ebbero lo stesso successo dei primi in tale utilizzo, poiché in quel mercato approdarono svariati cloni taiwanesi dei PC IBM. I computer MSX ebbero pochissima diffusione nei Paesi anglosassoni: negli Stati Uniti d'America furono prodotti solo in piccola quantità da Spectravideo mentre in Gran Bretagna furono commercializzati solo da Toshiba. Gli MSX furono principalmente venduti in Giappone, in Brasile e in diversi Paesi dell'Europa: in Italia il modello più diffuso era il Philips VG-8020.
Nel complesso si conoscono almeno 265 diversi modelli di computer conformi allo standard MSX, ma potrebbero essere di più; difficile determinare tutte le varianti che furono prodotte.
Nel 1995 la produzione dei computer MSX, già ridotta da fine anni '80 al solo Giappone, cessò a causa dell'imporsi dei PC di tipo IBM compatibile come standard.
I PC IBM avevano iniziato ad affermarsi come standard de facto già dai primi anni '80, ma erano molto più costosi degli home computer; l'MSX puntava a competere come uno standard economico. Secondo Kazuhiko Nishi, l'MSX non riuscì nell'intento perché non si era tenuto conto del mercato dell'usato, che col tempo fece scendere il costo dei più potenti PC sotto quello di un MSX nuovo.

### Iniziative di rilancio negli anni 2000

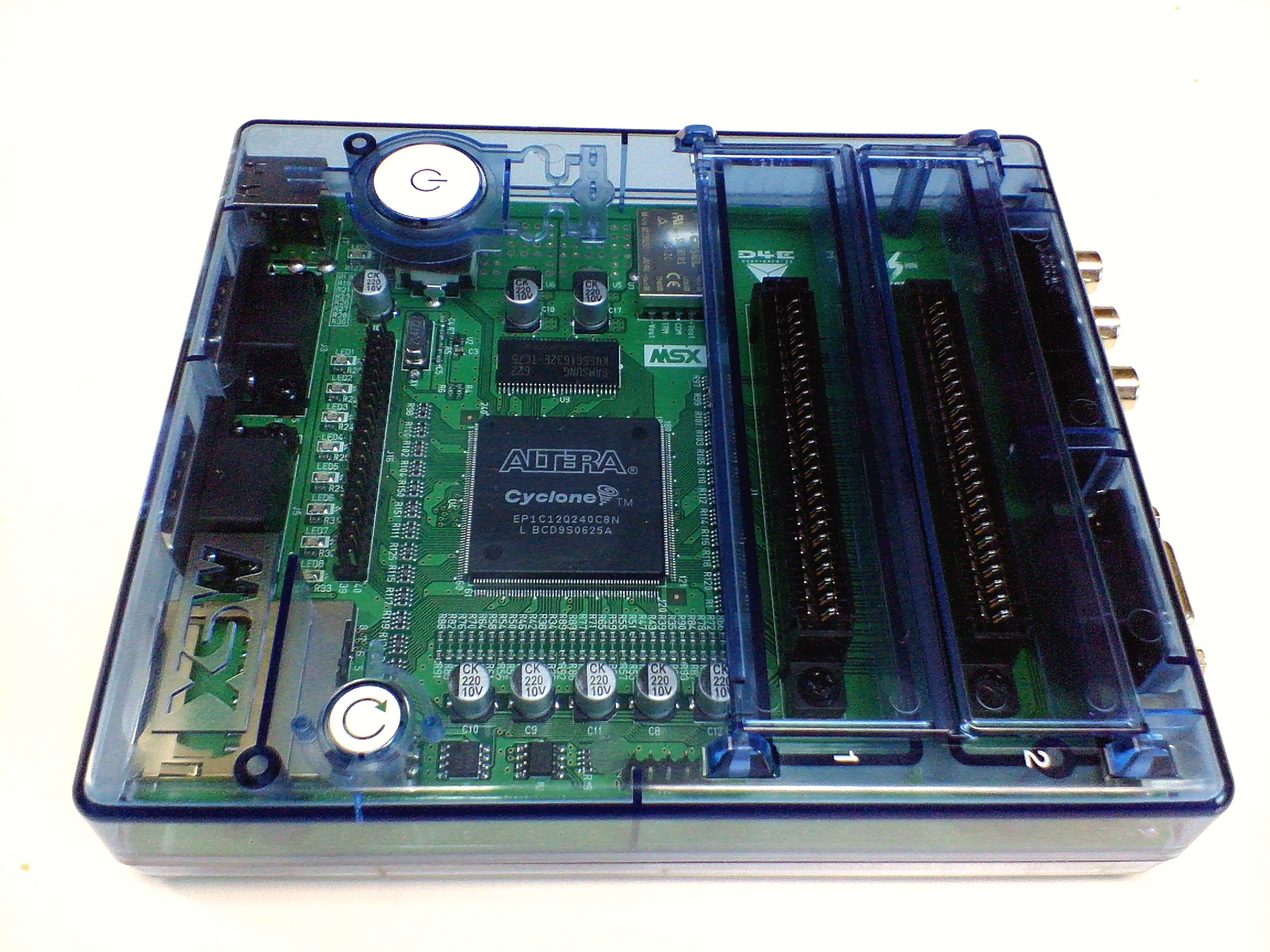
L'1chipMSX, un sistema MSX-2 integrato in un unico chip.

Nel 2001 Kazuhiko Nishi ha cercato di far rinascere la passione per l'MSX grazie al progetto "MSX Revival", basato su un emulatore MSX chiamato MSX PLAYer, il primo emulatore MSX ufficiale. Nel 2004 la società olandese Bazix annunciò di essere diventata la rappresentante europea di MSX Association, divenendo anche la referente inglese per le problematiche relative ai marchi e alle licenze dell'MSX. Grazie ad un accordo con la società giapponese D4 Enterprise, il 17 ottobre 2006 Bazix lanciò il sito WOOMB.Net per la vendita di giochi MSX in inglese offerti sotto forma di eseguibili per Windows 9x/ME/2000, con una selezione iniziale di 14 titoli. In Giappone le vendite sono iniziate prima attraverso Project EGG.
Nell'agosto del 2006 D4 Enterprise ha anche presentato un nuovo sistema compatibile MSX-2 denominato "1chipMSX", basato su un chip FPGA Altera Cyclone EP1C12Q240C8. L'1chipMSX è alloggiato in una confezione di plastica trasparente e può essere collegato ad un monitor oppure ad una TV, ha un ingresso per una tastiera PS/2, supporta le estensioni audio MSX-MUSIC e Konami SCC+, offre 2 connettori per le cartucce MSX, presenta una porta per memorie SD/MMC (utilizzabili come dispositivi di memorizzazione esterna), emula un'unità dischi e può essere utilizzato per avviare l'MSX-DOS. Grazie al suo hardware programmabile tramite VHDL è possibile inserire nel dispositivo il supporto a nuove estensioni hardware lanciando semplicemente un programma di riconfigurazione direttamente dall'MSX-DOS. Il sistema ha anche 2 porte USB, utilizzabili dopo averne programmato il supporto tramite codice VHDL.
Nel 2006 Nintendo ha annunciato che i giochi MSX sarebbero stati disponibili per l'emulatore Virtual Console della sua Wii. Nel febbraio 2007 ha confermato la disponibilità (inizialmente per il solo mercato giapponese) dei giochi per la metà dell'anno.

## Caratteristiche tecniche
Ispirati dal successo del VHS come standard per i videoregistratori, molti produttori hardware giapponesi, coreani (Samsung, Daewoo, Goldstar), sudamericani (Gradiente, Talent) ed europei (Philips, Schneider, Phonola, Fenner, Radiola, Olimpya, Vestel), oltre allo statunitense Spectravideo, costruirono e promossero i computer MSX. Qualsiasi software o dispositivo che recasse il logo MSX era compatibile con i prodotti sviluppati da altri produttori aderenti al progetto. Lo standard consisteva principalmente in un insieme di componenti che erano già disponibili per i produttori di computer: la CPU principale è uno Zilog Z80 operante alla frequenza di 3,58 MHz; la grafica è fornita dal chip Texas Instruments TMS9918A, già usato nel TI-99/4A, con 16 KB di VRAM dedicata; l'audio è fornito dal chip sonoro YM2149F, che controlla parzialmente anche le operazioni di input/output; il controllo delle interfacce di I/O parallelo, come la gestione della tastiera, è affidato a un Intel 8255 PPI (Programmable Peripheral Interface). 
In realtà, nessuno di questi componenti rappresentava qualcosa di particolarmente avanzato, ma si trattava comunque di specifiche ragionevoli per costruire una buona macchina nel 1982 quando Nishi propose lo standard, e già condivise da altri sistemi di quel periodo, come l'home computer Coleco Adam (per il quale in seguito fu proposto anche un emulatore MSX software grazie al quale alcuni software potevano girare anche su questa macchina) o la console Sega SG-1000. Per ridurre i costi molti produttori utilizzavano un processore personalizzato detto "MSX-Engine", che integra in un unico chip alcuni dei componenti dei sistemi MSX quali il PPI, il chip sonoro compatibile YM2149 oltre ad altri componenti, a volte anche la stessa CPU Z80. Nonostante l'idea alla base di queste specifiche fosse quella di contenere i costi, quasi tutti i computer MSX usavano una tastiera professionale al posto di una più economica tastiera con tasti in gomma, per cui alla fine il costo delle macchine saliva nuovamente. L'uso di questi componenti, insieme all'MSX-DOS di Microsoft, rendevano gli MSX dei buoni e competitivi home computer, anche se più cari delle offerte della concorrenza. L'architettura dei computer era basata su uno standard comune e le poche differenze erano apportate principalmente dai singoli produttori. Il sistema operativo MSX-DOS per la gestione dei dischi era compatibile con il CP/M ed era molto simile all'MS-DOS; in particolare era compatibile con diversi software della sua controparte più famosa (l'MS-DOS), fra cui il dBase II, il Turbo Pascal versione 3 e WordStar, ed inoltre era implementata una particolate versione di BASIC, l'MSX BASIC. 
Poiché il comparto video originale dell'MSX 1 ha la risoluzione della modalità testuale limitata a 40×25 caratteri, vennero creati dei kit d'espansione che aggiornavano il display ad 80×25 caratteri, dando all'MSX un aspetto più professionale.

## Evoluzione dello standard
L'MSX conobbe diverse evoluzioni nel corso degli anni: il primo MSX poi distinto come MSX1 o MSX 1 (1983), MSX2 o MSX 2 (1986), MSX2+ o MSX 2+ (1988) ed MSX Turbo R (1990-1995). Le prime tre erano computer a 8 bit basati sul microprocessore Zilog Z80, mentre nell'MSX turbo R a questa CPU, che veniva mantenuta onde assicurare la compatibilità con i modelli precedenti, veniva affiancato un ASCII R800, processore derivato dallo Zilog Z800 a 16 bit. 
L'MSX2 fu poco supportato in Occidente; l'MSX2+ fu diffuso solo in Giappone e prodotto solo da Sony, Panasonic e Sanyo.
Il Turbo R fu introdotto nel 1990, ma non ebbe un grande successo, poiché fu prodotto solo da Panasonic esclusivamente per il mercato giapponese e, soprattutto, non fu molto supportato dalle case produttrici di software. 

### MSX1

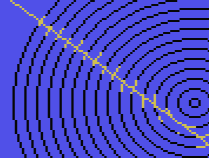
Il TMS9918 non può gestire più di due colori per ogni area orizzontale di 8x1 pixel. Questo limite dà luogo a un noto artefatto conosciuto come "color spill", dove l'uso di un terzo colore altera quello dei pixel già disegnati.

- Processore: Zilog Z80A con frequenza di 3,576 MHz
- ROM: 32 kB
  - BIOS (16 kB)
  - MSX BASIC V1.0 (16 kB)
- RAM: da un minimo di 16 kB ad un massimo di 64 kB, e con opportune cartucce e software poteva gestire fino a 1 MB (in Europa vennero commercializzati solo modelli con 32, 48 e 64 kB di RAM)
- Processore Video: Famiglia Texas Instruments TMS9918
  - Video RAM: 16 kB
  - Modalità testo: 40×24 e 32×24 caratteri
  - Risoluzioni grafiche: 256×192 pixel e 64×48 pixel a 16 colori scelti da una tavolozza di 16, con la limitazione che ogni area orizzontale di 8x1 pixel può avere solo 2 colori.
  - Sprite: 32 sprite a 1 colore, massimo 4 sprite per linea orizzontale
- Chip sonoro: General Instrument AY-3-8910 (PSG)
  - 3 canali ad onda quadra + rumore bianco.
  - Inviluppo ADSR programmabile.
  - Tonalità selezionabile con una risoluzione di 12 bit.
  - Vari videogiochi in cartuccia contenevano anche un chip aggiuntivo SCC o SCC+, che aggiungeva altri 5 canali sonori oltre ad implementare la logica di mappatura della memoria necessaria ad interfacciare ROM di dimensioni fino a 4 Mbit. Ogni canale è pilotato da un sample di 32 byte che ne definisce la forma d'onda. La differenza tra le due versioni è che nella prima i canali 4 e 5 condividono un solo sample di 32 byte, mentre nella seconda i 5 canali sono tutti indipendenti.

### MSX2

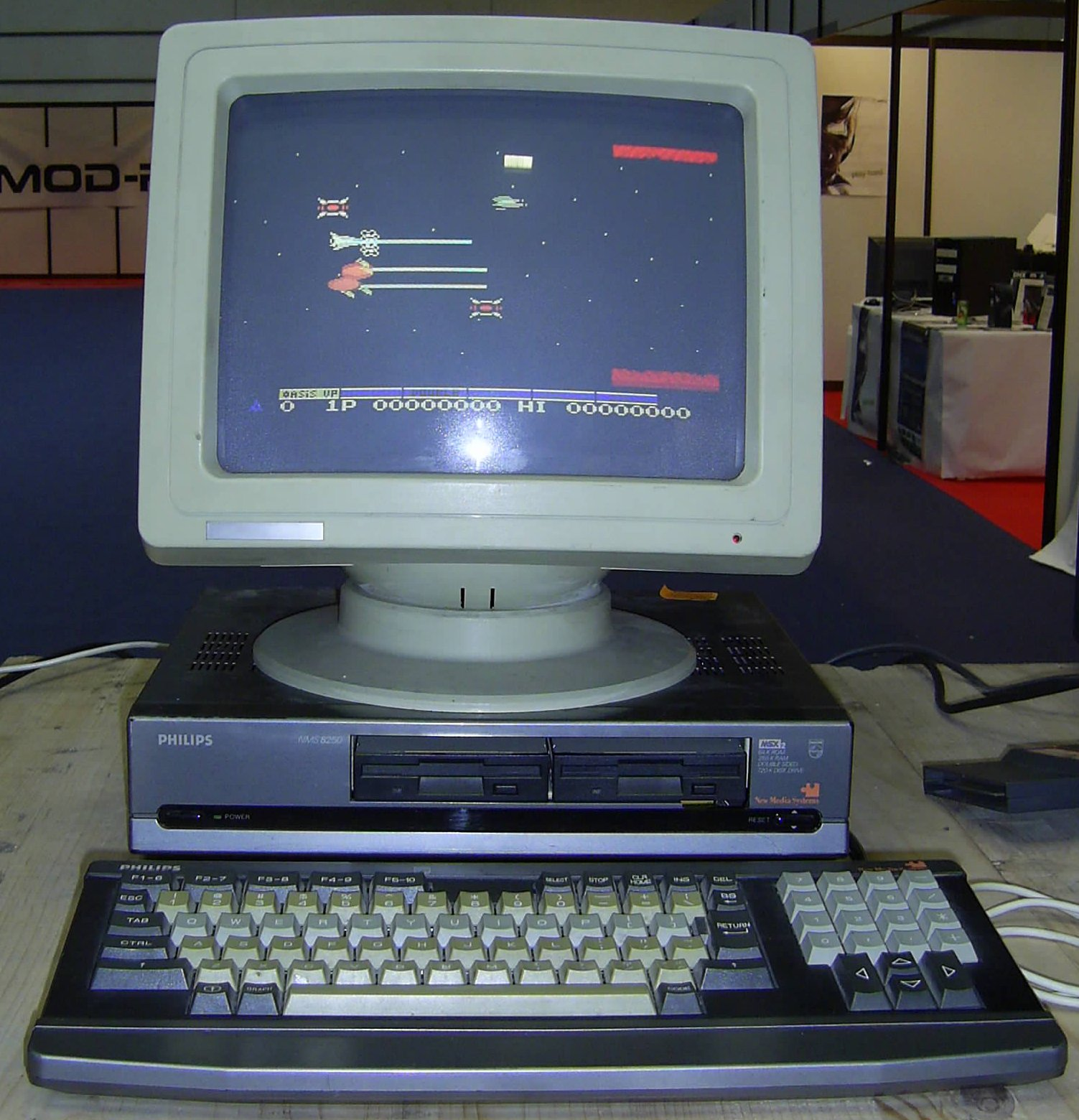
Un modello MSX2 (Philips NMS8250) con il gioco Gradius in esecuzione.

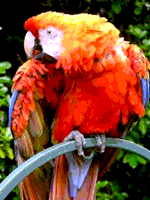
Esempio delle capacità grafiche dell'MSX 2

- Processore: Zilog Z80A con frequenza di 3,576 MHz
- ROM: 48 kB
  - BIOS + Extended BIOS (32 kB)
  - MSX BASIC V2.0 (16 kB)
  - DiskROM (16 kB) (opzionale)
- RAM: da un minimo di 64 kB sino a 256 kB, e potevano essere gestiti fino a 4 MB (le versioni europee erano di solito dotate di 128 kB, mentre le versioni giapponesi avevano più spesso soli 64 kB)
- Processore Video: Yamaha V9938
  - Video RAM: minima 64 kB - molte macchine montavano 128 kB, con i quali si attivavano nuovi modi grafici, ed era inoltre possibile montare addirittura 192 KiB (in quest'ultimo caso non si avevano ulteriori nuovi modi grafici, ma il processore video impiegava la memoria aggiuntiva come secondo buffer per alcune modalità bitmap)
  - Modalità testo: 80×24 e 32×24 caratteri
  - Risoluzione: il modo più utilizzato era il 256×212 pixel a 16 colori scelti senza limitazioni da una tavolozza di 512 - con 128 kB di Video RAM diventavano disponibili anche un modo 512×212 pixel a 16 colori da una tavolozza di 512, ed un modo 256×212 con 256 colori su schermo (tavolozza fissa di 256 colori) che funzionava solo con pixel statici ma consentiva comunque di creare immagini fisse di notevole impatto per l'epoca.
  - Risoluzione massima: 512×424 pixel interlacciati (16 colori da una palette di 512) e 256×424 pixel interlacciati (256 colori)
  - Sprite: 32, a 16 colori, massimo 8 per linea orizzontale
- Chip sonoro: General Instrument AY-3-8910 (PSG)
  - 3 canali + rumore bianco
  - Una certa diffusione ebbero i moduli aggiuntivi Philips MSX Audio e Panasonic FM-PAC (conosciuto anche come MSX Music), che erano rispettivamente un chip Yamaha OPL-1 (MSX Audio) e la sua versione "light" OPLL (MSX Music) - entrambi aggiungevano 9 canali FM Stereo, dando alla macchina capacità sonore in grado di rivaleggiare con quelle del Commodore Amiga. La versione giapponese FM-PAC / MSX Music verrà poi prevista di serie per il successivo standard MSX2+. Naturalmente, come già per l'MSX, l'MSX2 poteva utilizzare anche i chip audio aggiuntivi SCC ed SCC+.
- Clock chip

### MSX2+

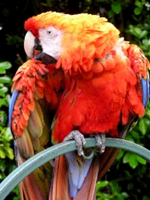
Un'immagine che mostra le potenzialità grafiche dell'MSX2+ quando viene usata la tavolozza YJK.

Venne commercializzato solo in Giappone e prodotto solo da Panasonic, Sanyo e Sony.
- Processore: Zilog Z80A con frequenza di 3,576 MHz
- ROM: 64 kB
  - BIOS + Extended BIOS (32 kB)
  - MSX BASIC V3.0 (16 kB)
  - Opt-ROM/Kanji Basic (16 kB)
  - DiskROM (16 kB) (opzionale ma presente in tutti i computer prodotti)
  - Kun-BASIC (16 kB) (opzionale)
  - Kanji ROM (opzionale ma presente in tutti i computer prodotti)
- RAM: minima 64 kB, tipicamente 128 kB, di norma potevano avere fino a 4 MB
- Processore Video: Yamaha V9958
  - Video RAM: 128 kB
  - Modalità testo: 80×24 e 32×24 caratteri
  - Risoluzione: 512×212 pixel (16 colori da una palette di 512) e 256×212 pixel (19268 colori YJK)
  - Risoluzione massima: 512×424 pixel interlacciati (16 colori da una palette di 512) e 256×424 pixel interlacciati (19268 colori YJK)
  - Sprite: 32, a 16 colori, massimo 8 per linea orizzontale
  - Registri per scrolling orizzontale e verticale (scrolling hardware)
- Chip sonoro: General Instruments AY-3-8910 (PSG)
  - 3 canali + rumore bianco
- Chip sonoro aggiuntivo: Yamaha YM2413 (OPLL) (MSX-Music)
  - 9 canali FM o 6 canali FM + 5 per effetti batteria
  - 15 strumenti preimpostati + 1 personalizzabile
- Clock chip

### MSX Turbo R

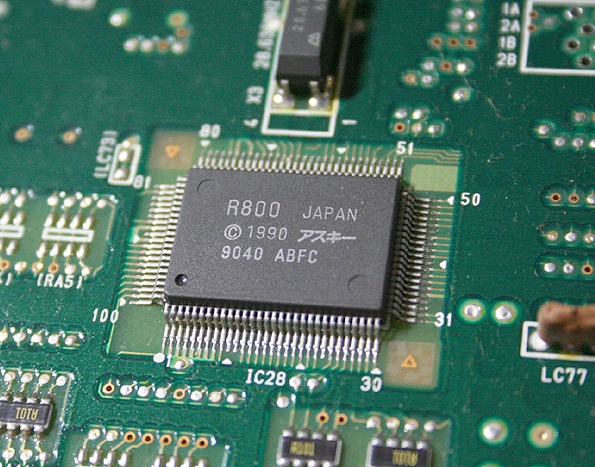
Il processore ASCII R800 dell'MSX Turbo R

Venne commercializzato solo in Giappone nonché prodotto solo ed esclusivamente da Panasonic.
- Processore primario: R800 a 16 bit, architettura RISC, frequenza operativa di 7,16 MHz generata da un master clock di 28,636 MHz (la CPU è circa 4 volte più veloce rispetto ad uno Z80 di pari frequenza operativa, inoltre è possibile portarla a 10 MHz tramite sostituzione del master clock con uno da 40 MHz)
- Processore secondario: Zilog Z80A con frequenza di 3,576 MHz (per compatibilità con le piattaforme MSX1 e MSX2)
- ROM: 96 kB
  - BIOS + Extended BIOS (48 kB)
  - MSX BASIC V4.0 (16 kB)
  - DiskROM (16 kB)
  - Kun-BASIC (16 kB)
  - Kanji ROM (256 kB)
  - Firmware (4 MB)
- RAM: 256 kB (FS-A1ST) o 512 kB (FS-A1GT), 4 MB come massimo
  - Con aggiunti 16 kB di memoria SRAM (che si manteneva anche dopo lo spegnimento, grazie ad una batteria)
- Processore Video: Yamaha V9958
  - Video RAM: 128 kB
  - Modalità testo: 80×24 e 32×24 caratteri
  - Risoluzione: 512×212 pixel (16 colori da una palette di 512) e 256×212 (19268 colori YJK)
  - Risoluzione massima: 512×424 pixel interlacciati (16 colori da una palette di 512) e 256×424 pixel interlacciati (19268 colori YJK)
  - Sprite: 32, 16 colori, massimo 8 per linea orizzontale
  - Registri per scrolling orizzontale e verticale (scrolling hardware)
- Chip sonoro: General Instruments AY-3-8910 (PSG)
  - 3 canali + rumore bianco
- Chip sonoro aggiuntivo: Yamaha YM2413 (OPLL) (conosciuto anche come "MSX Music")
  - 9 canali FM o 6 canali FM + 5 per effetti batteria
  - 15 strumenti preimpostati + 1 personalizzabile
- Chip sonoro aggiuntivo: PCM
  - 8 bit a singolo canale (senza DMA), massimo 16KHz
  - Microfono incorporato
- MIDI in/out (solo nel modello FS-A1GT)
- Clock chip
- unità dischi da 3,5"

## Periferiche

### Unità dischi
I sistemi MSX generalmente non offrivano un'unità floppy disk integrata, per cui i giochi erano pubblicati principalmente su cartuccia e su cassetta. Le unità dischi erano disponibili sotto forma di cartucce di espansione contenenti l'interfaccia hardware per la gestione dei drive e una ROM che estende il BIOS del computer (l'interfaccia software), connesse a un case esterno contenente il drive. In Europa e Giappone il formato più diffuso era quello da 3½". In Giappone alcuni sistemi MSX1 integravano un'unità da 3½", come il Matsushita (Panasonic) CF-3000. In Sud America molti sistemi usavano i floppy disk da 5¼", ma questo formato fu altrimenti minoritario. La Philips, oltre ai consueti drive da 3½", produsse l'insolito lettore Quick Drive, più economico e basato su dischi da 2,8" prodotti dalla Mitsumi, ma questo formato rimase molto raro.
I computer MSX2 furono distribuiti nel 1985: questi sistemi offrivano spesso (ma non sempre) un'unità da 3½" integrata e, di conseguenza, il supporto più popolare per i giochi divenne proprio questo formato.
I floppy da 3½" formattati con un MSX sono compatibili direttamente con l'MS-DOS per via dello stesso file system usato, anche se alcuni dettagli sono diversi, come il codice del settore di boot e il sistema per segnare i file cancellati. Derivando dall'MS-DOS 1, anche l'MSX-DOS 1 non ha il supporto per le sottocartelle.

### MSX-Audio
- Yamaha Y8950, noto anche come
  - Panasonic: MSX-Audio (nome standard)
  - Philips: Music Module[15] (senza BIOS MSX-Audio)
  - Toshiba: MSX FM-synthesizer Unit (assenza di RAM campione e del BIOS MSX-Audio)
- 9 canali FM o 6 canali FM + 5 effetti batteria
- registrazione e riproduzione in ADPCM
- 32 KB di memoria RAM campione, che poteva essere espansa a 256 KB

### MSX-Music
- Yamaha YM2413 (OPLL), noto anche come:
  - MSX-Music (nome standard)
  - Panasonic: FM-PAC
  - Zemina: Music Box
  - Checkmark: FM-Stereo-Pak
- 9 canali FM o 6 canali FM + 5 effetti batteria
- 15 strumenti pre-impostati, 1 personalizzabile
- Integrato come nuovo standard nei computer MSX2+ e MSX TurboR.

## Produttori di computer MSX

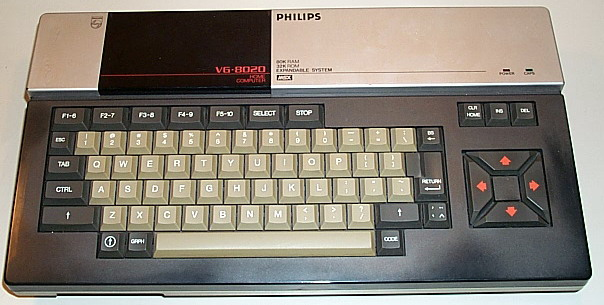
VG-8020, il modello più diffuso in Italia, marchiato Philips ma prodotto in Giappone dalla Yashica

- MSX 1: Spectravideo (USA), Philips (Paesi Bassi/Germania/Italia), Sony, Sanyo, Fenner, Mitsubishi, Toshiba, Hitachi, National, Canon, Casio, Pioneer, General, Yamaha, Yashica-Kyocera (Giappone), Goldstar, Samsung/Fenner (Corea/Italia), Daewoo/Yeno (Corea del Sud), Gradiente, Sharp/Epcom (Brasile)
- MSX 2: Philips (Paesi Bassi/Germania/Italia), Sony, Sanyo, Mitsubishi, JVC, National, Panasonic, Canon (Giappone), ACVS, DDX (Brasile, kit d'aggiornamento), Daewoo/Yeno (Corea del Sud)
- MSX 2+: Sony, Sanyo, Panasonic (Giappone), ACVS, DDX (Brasile, kit d'aggiornamento)
- MSX turbo R: Panasonic (Giappone).

## Videogiochi
Gli MSX furono molto utilizzati per il videogioco. L'ampio sito Generation-MSX presenta oltre 6000 titoli commerciali per MSX (contando però anche le diverse edizioni dello stesso gioco).
I giochi occidentali erano pubblicati soprattutto su cassetta, mentre quelli giapponesi soprattutto su cartuccia.
Sono comunque numerose anche le pubblicazioni su floppy disk, soprattutto per quanto riguarda l'MSX2.
I videogiochi sono a larga maggioranza compatibili con lo standard MSX di base.
I giochi per lo standard MSX2, poco supportato in Occidente, furono prodotti principalmente in Giappone, nondimeno comprendono grandi titoli come Metal Gear, Vampire Killer, Aleste e Rastan Saga. Sono noti 1200 titoli per MSX2.
I giochi esclusivi per MSX2+ sono ben pochi, perché gran parte dei produttori preferì realizzare giochi per MSX2 che beneficiano di alcune migliorie se eseguiti su MSX2+. Pochi e poco rilevanti sono anche i giochi per Turbo R.
Secondo una selezione fatta dalla rivista Retro Gamer, i dieci più grandi giochi per MSX, tutti giapponesi, sono Space Manbow, Aleste 2, Penguin Adventure, Vampire Killer, Bomberman, Metal Gear 2: Solid Snake, SD Snatcher, Golvellius 2, Mr. Ghost, Thexder. La rivista fece anche una selezione dei 20 migliori giochi occidentali: Temptations, Zaxxon, The Last Mission, Valkyr, Who Dares Wins II, Oh Shit!, Goody, Desolator, Colt 36, Livingstone I Presume, Space Walk, Lazy Jones, Master of the Lamps, Trail, Hunchback, Ale Hop!, nonché alcune conversioni da ZX Spectrum (che erano relativamente facili dato che il microprocessore è lo stesso): Head over Heels, Knight Lore, Pac-Mania, WEC Le Mans.
Poiché molti modelli di MSX sono dotati di due porte per cartucce (concepite per software e espansione hardware), la Konami ideò un uso peculiare per i propri videogiochi: inserendo due giochi insieme si ottengono a volte degli extra, ad esempio la possibilità di giocare a Gradius con elementi grafici di TwinBee.

## Emulatori
I computer MSX sono emulati su molte piattaforme moderne. Molti degli emulatori derivano da o sono ancora basati sul codice di fMSX, un emulatore MSX multipiattaforma scritto da Marat Fayzullin che gira su Unix, Windows, Macintosh, Symbian, MS-DOS, Amiga. Siccome il codice sorgente di fMSX è aperto ma non è libero, molti emulatori hanno rimosso il codice dell'emulatore dello Z80 di Fayzullin dai loro prodotti per evitare questioni legali.
L'unico emulatore ufficiale dell'MSX, MSXPLAYer, non è più sviluppato a causa della chiusura di MSX Association che lo pubblicava: si trova ancora su internet anche se la versione disponibile, la "Release 1", è del 22 settembre 2001.
Alcuni titoli dell'MSX sono emulati sul Nintendo Wii tramite l'emulatore Virtual Console.
L'emulatore MESS è un altro emulatore multipiattaforma che emula diverse macchine MSX, MSX2 e MSX2+.
Completamente libero e altamente configurabile è OpenMSX, che esce sotto licenza GPL con tutto ciò che non è protetto da altre licenze (quindi BIOS e software aggiuntivi vanno reperiti altrove).
WebMSX è un emulatore incapsulato in una pagina web, direttamente utilizzabile.

## Galleria d'immagini
Alcuni modelli di MSX prodotti:

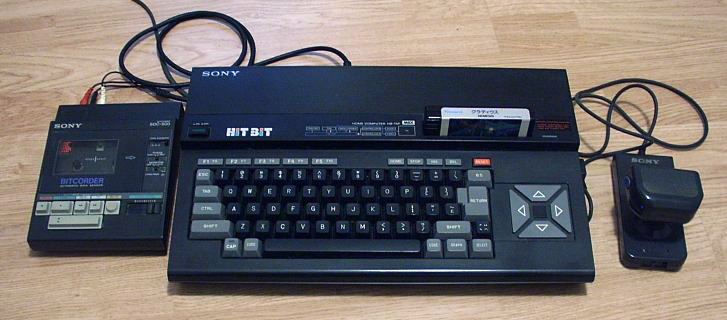
Il Sony Hit Bit 75P, con registratore a cassette e joystick
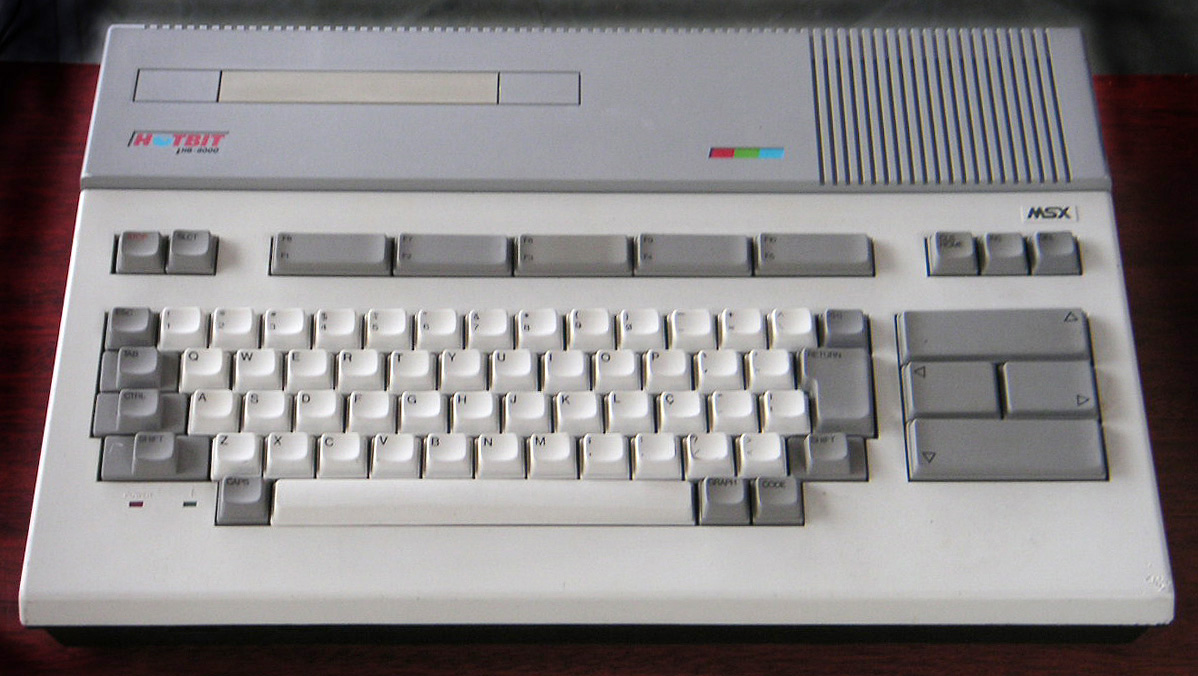
L'Hotbit HB-8000 (MSX) venduto in Brasile da Epcom (prodotto da Sharp).
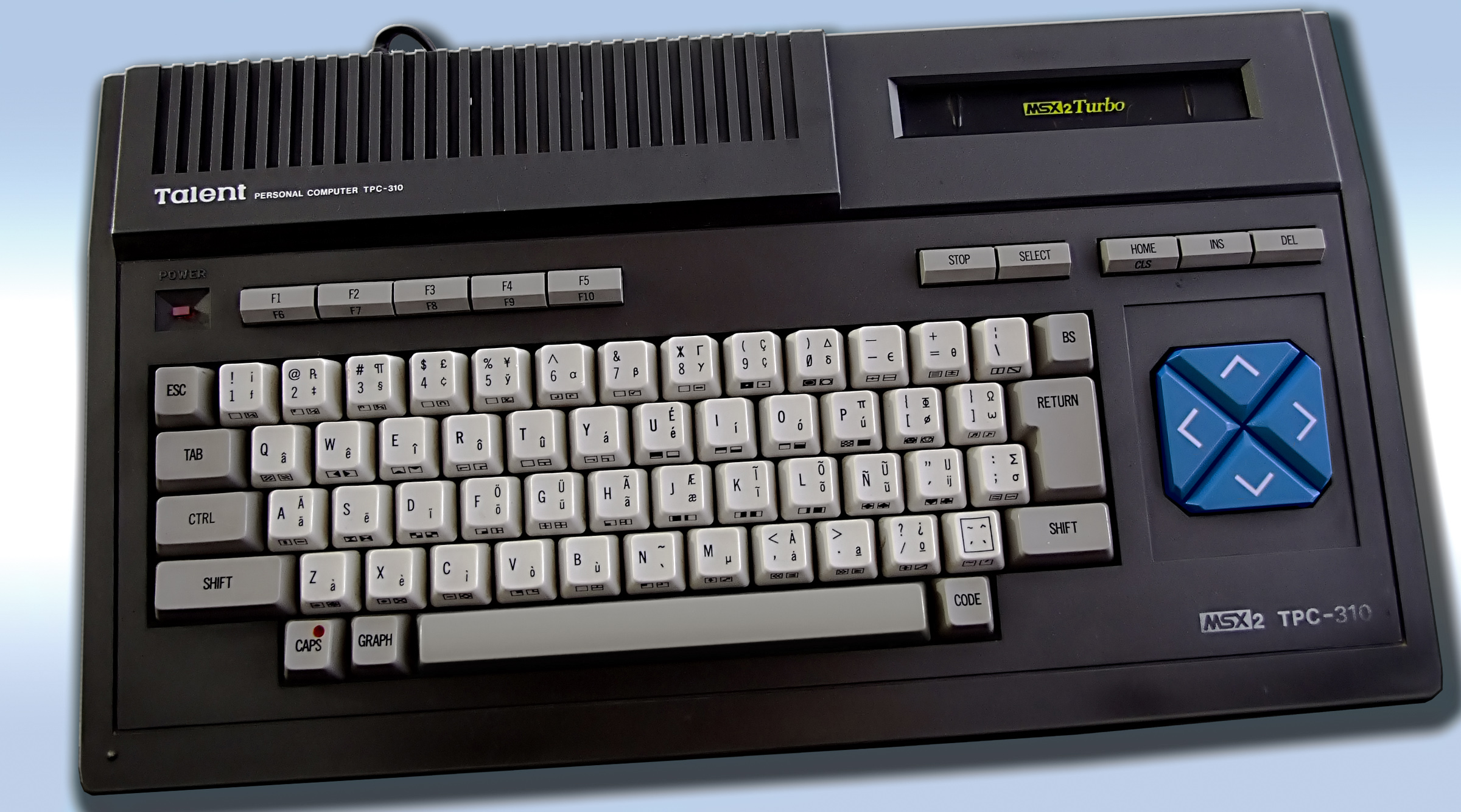
Il TALENT TPC-310 MSX2 (MSX2) prodotto in Argentina da Telematica e progettato da Daewoo. In Spagna fu venduto con il marchio Dynata, con il contenitore bianco.
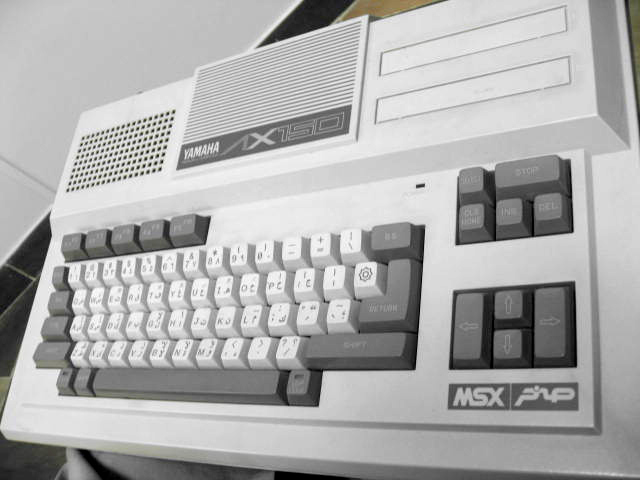
Lo Yamaha AX120 (MSX), diffuso nei Paesi arabi mediorientali.
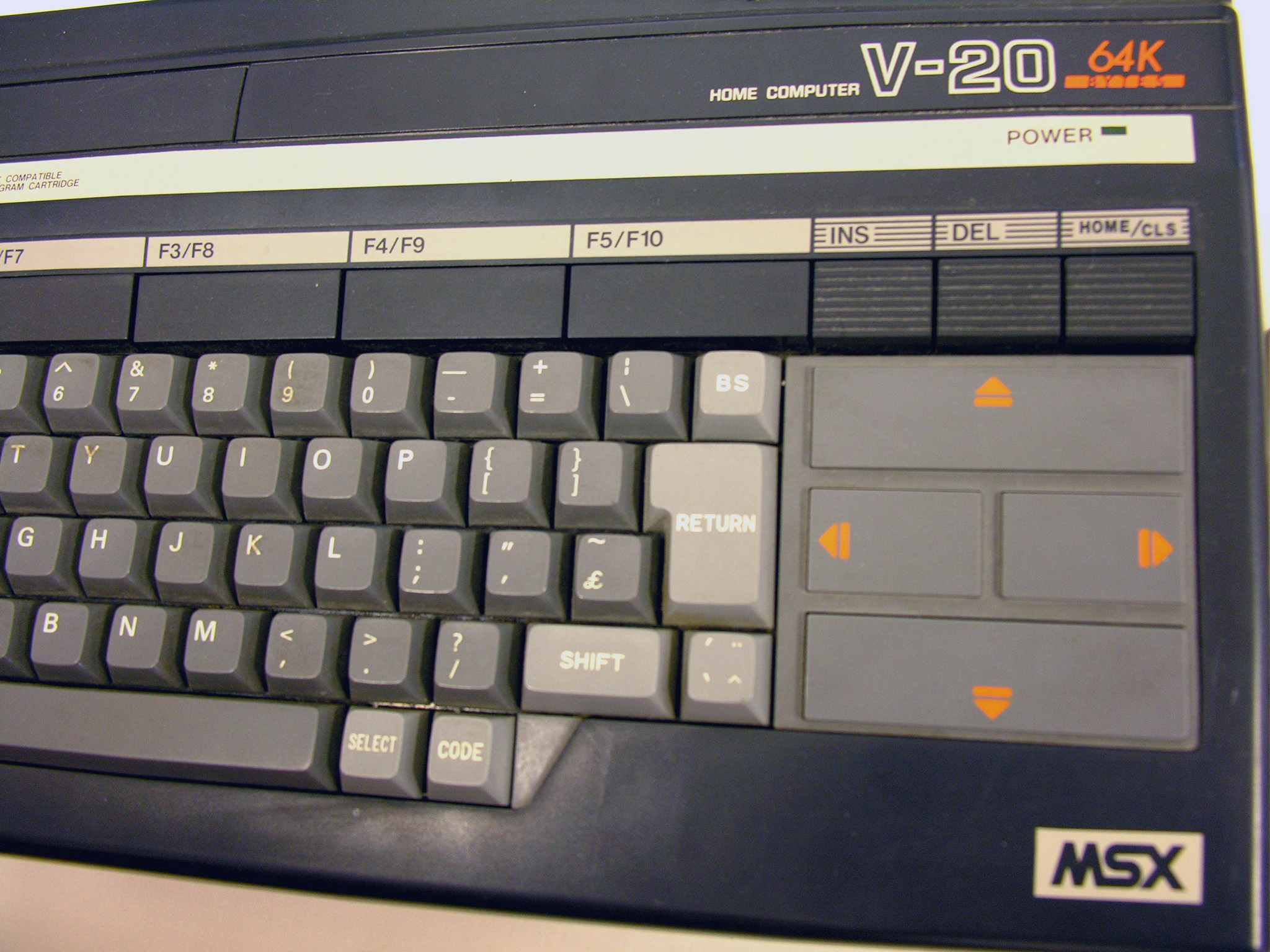
Dettaglio del Canon V-20 da 64 kB di RAM.
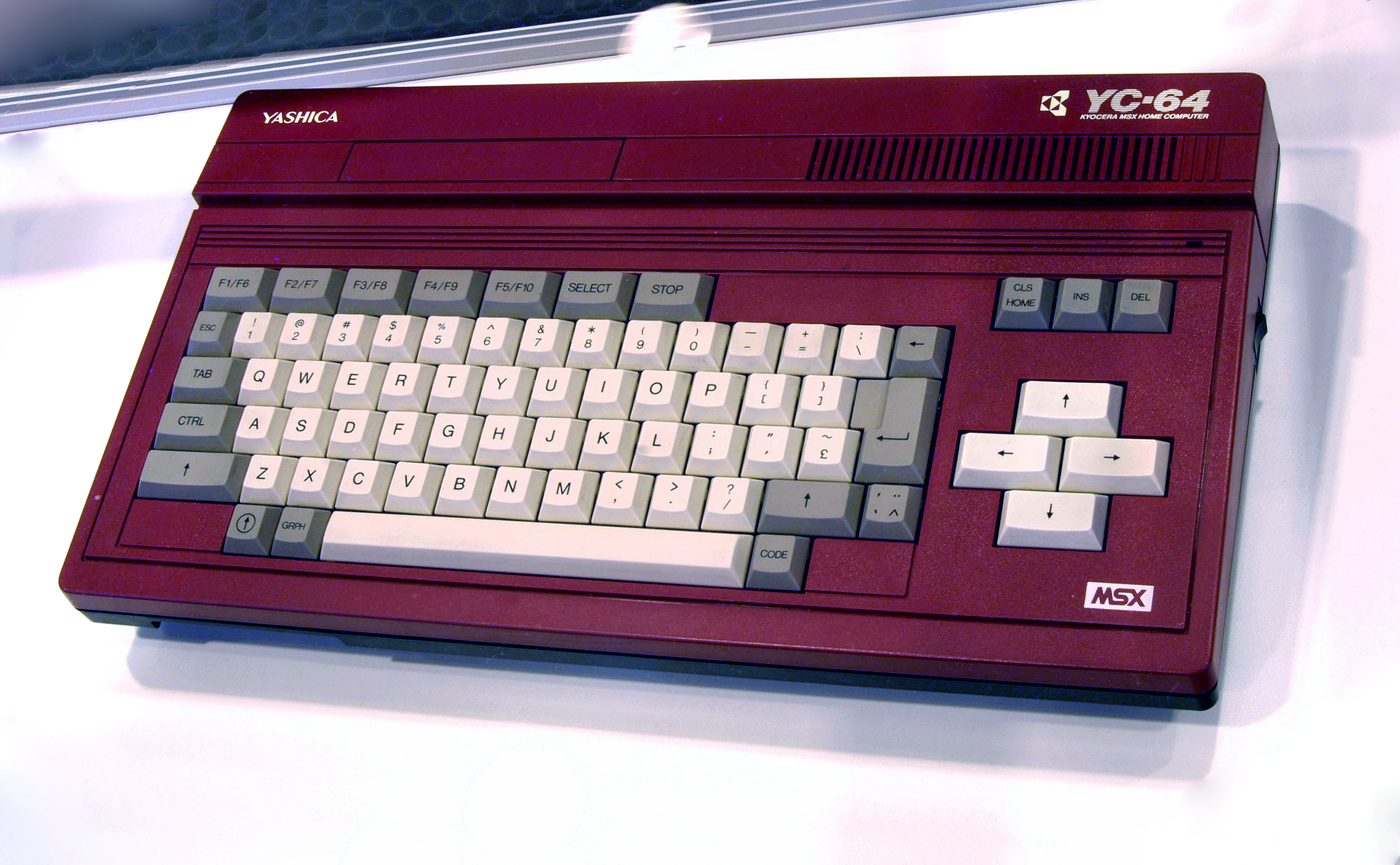
Lo Yashica YC64 con un insolito case rosso.
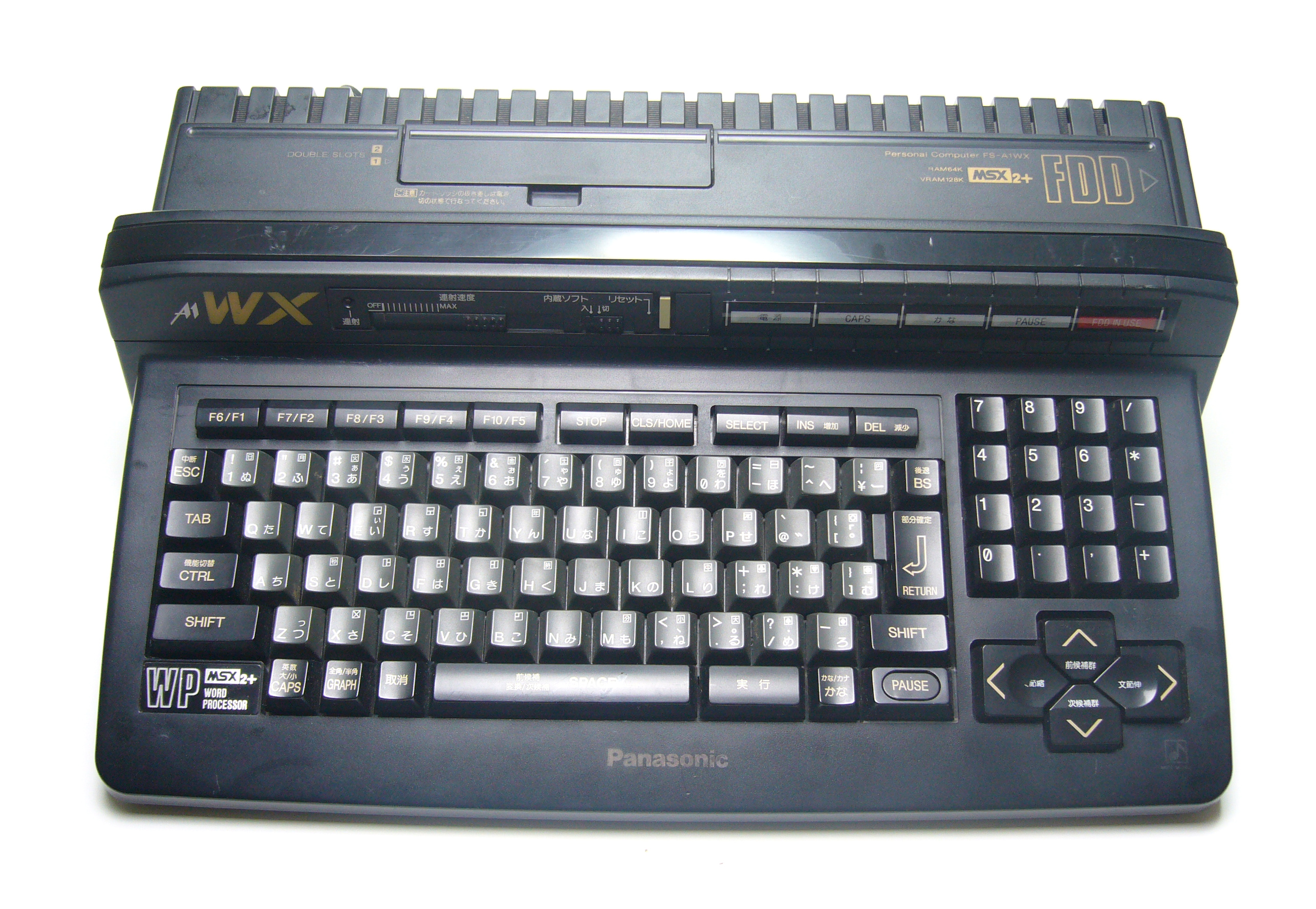
Il Panasonic FS-A1WX MSX2+ (MSX2+).
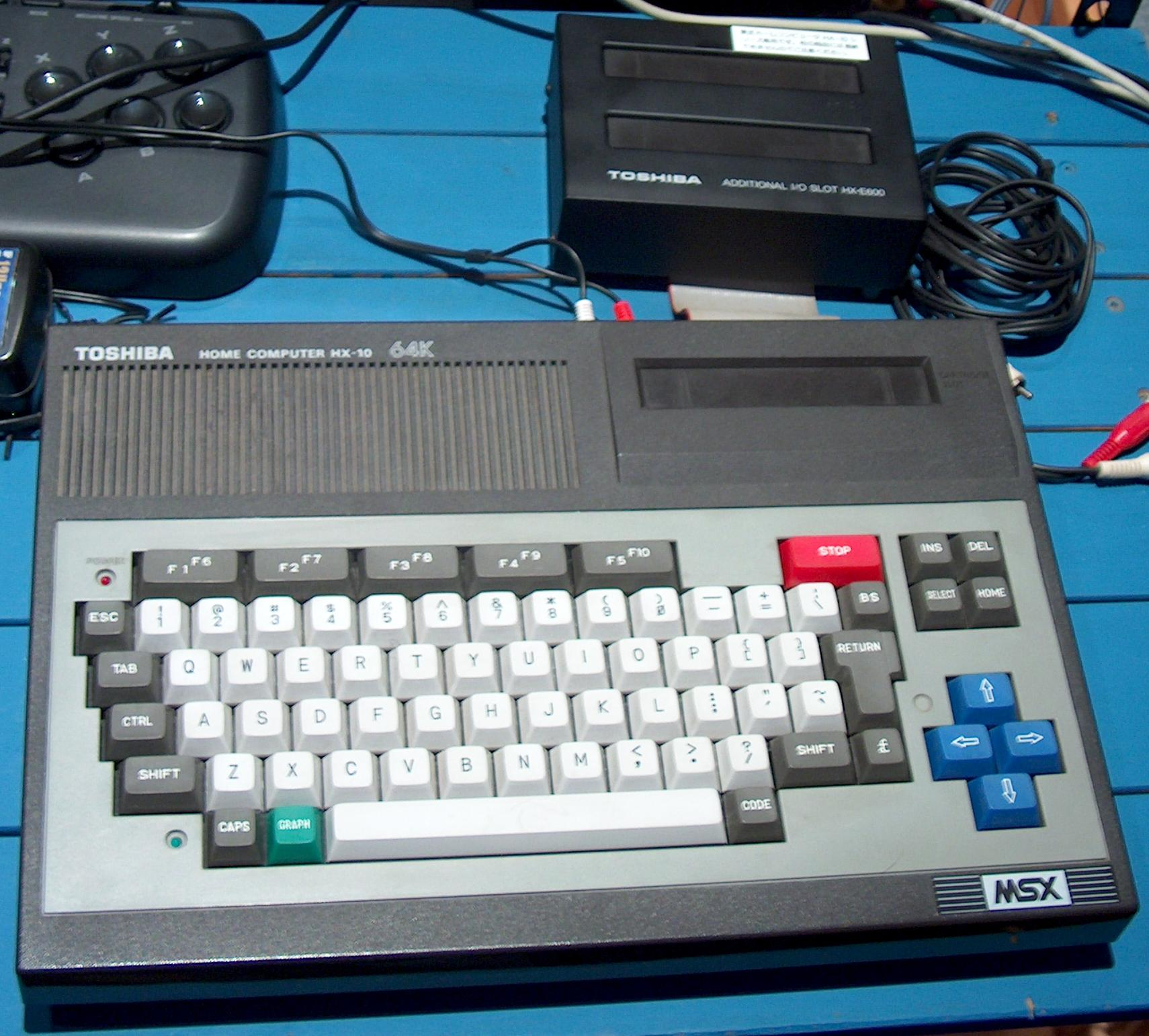
Il Toshiba HX-10 (MSX) con il Toshiba HX-E60, una periferica per aumentare le porte di espansione.
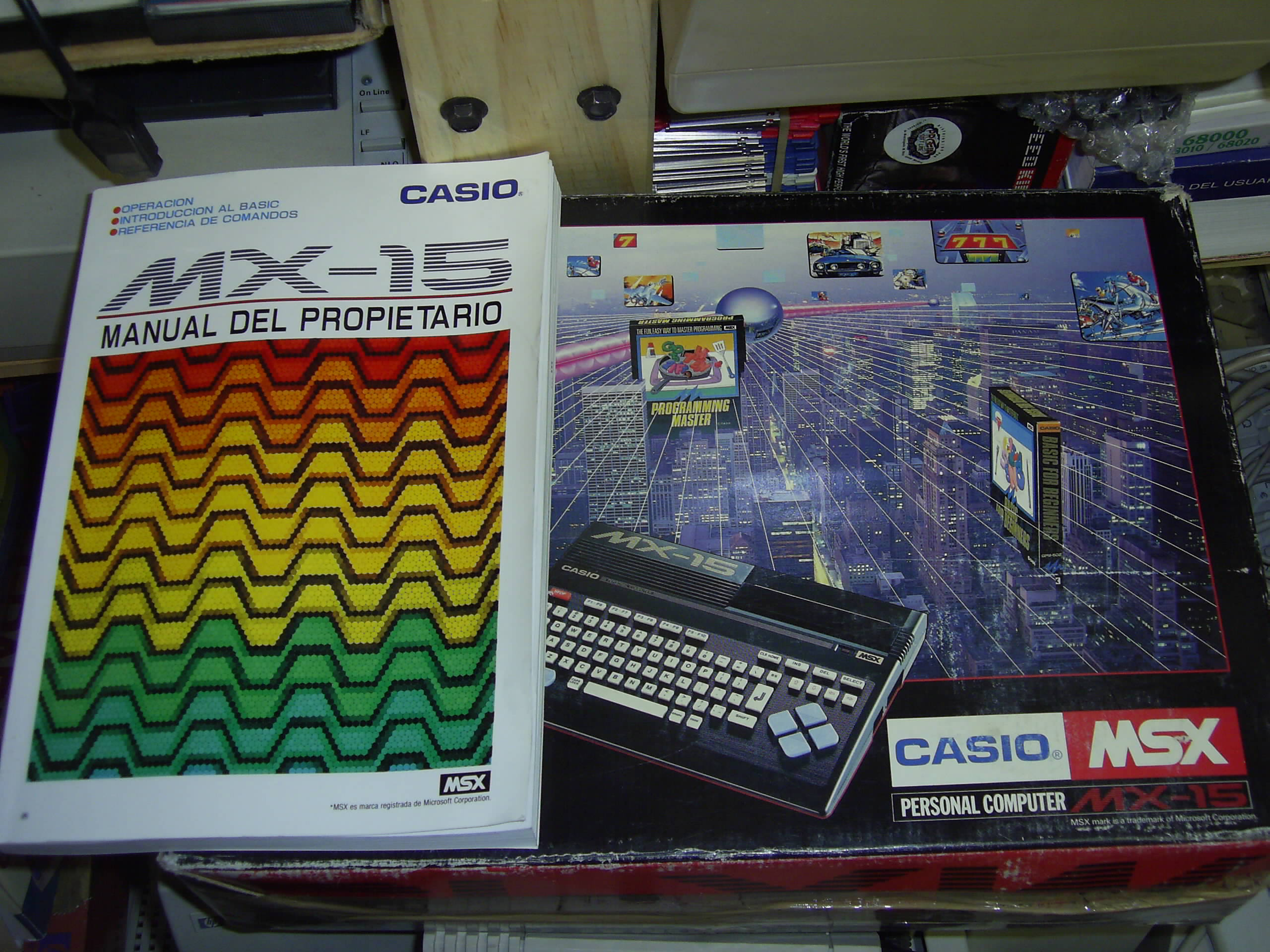
Il Casio MX15 (MSX) con la confezione ed il manuale utente originali (in lingua spagnola).